# Plesictis
Plesictis is een geslacht van uitgestorven zoogdieren, behorende tot de orde Carnivora. Plesictis leefde van het vroeg-Oligoceen tot het vroeg-Mioceen, in Azië (China), Europa (Frankrijk) en Amerika (Verenigde Staten).

## Kenmerken
Plesictis was ongeveer 75 centimeter lang en (vermoedelijk) een nachtdier. De lange staart van Plesictis hield het dier in evenwicht, wat suggereert dat Plesictis in bomen leefde. Plesictis had stompe knobbels op de kiezen en de echte kiezen waren rechthoekig, wat erop duidt dat Plesictis een omnivoor was.
Plesictis is waarschijnlijk de voorouder van de Midden-Amerikaanse fret (Bassaricus Sumichrasti), waar het grote gelijkenis mee vertoonde.